# Diecezja Kansas City-Saint Joseph
Diecezja Kansas City-Saint Joseph (łac. Dioecesis Kansanopolitanae-Sancti Josephi, ang. Diocese of Kansas City-Saint Joseph) jest diecezją Kościoła rzymskokatolickiego w metropolii Saint Louis w Stanach Zjednoczonych w północno-zachodniej części stanu Missouri. 

## Historia
Diecezja została kanonicznie erygowana 10 września 1880 roku przez papieża Leona XIII jako diecezja Kansas City. Wyodrębniono ją z archidiecezji Saint Louis. Pierwszym ordynariuszem został dotychczasowy biskup Saint Joseph John Joseph Hogan. W chwili utworzenia należały do niej 42 kościoły, 30 księży, a populacja katolików wynosiła 12 tys. Podczas reorganizacji struktur kościelnych w Missouri (2 lipca 1956) do diecezji włączono część likwidowanej diecezji Saint Joseph. Odtąd diecezja nosi nazwę Kansas City-Saint Joseph.

## Ordynariusze
- John Joseph Hogan (1880–1913)
- Thomas Francis Lillis (1913–1938)
- Edwin Vincent O’Hara (1939–1956)
- John Cody (1956–1961)
- Charles Herman Helmsing (1962–1977)
- John Joseph Sullivan (1977–1993)
- Raymond Boland (1993–2005)
- Robert William Finn (2005–2015)
- James Vann Johnston (od 2015)